# Армамар
Армама́р (порт. Armamar; МФА: [aɾ.mɐ.ˈmaɾ]) — муніципалітет і містечко в Португалії, в окрузі Візеу. Розташований у північній частині країни, на теренах історичної португальської провінції Бейра. Належить до Ламегуської діоцезії Католицької церкви в Португалії. Права міського самоврядування має з 1514 року. Поділяється на 14 парафій. За адміністративним поділом, чинним до 1976 року, був складовою провінції Трансмонтана і Верхнє Дору. Площа муніципалітету — 117,24 км², населення муніципалітету — 6297 ос. (2011); густота населення — 53,71 осіб/км²
. Патрон — архангел Михаїл. Святковий день муніципалітету — 24 червня. Поштовий індекс — 5110.  Код місцевої адміністративної одиниці — 1801. Складова статистичного регіону Північ.

## Географія
Армамар розташований на півночі Португалії, на півночі округу Візеу.
Розташоване за 53 км на північний схід від адм.центру округу міста Візеу.
Армамар межує на півночі з муніципалітетом Пезу-да-Регуа, на північному сході — з муніципалітетом Саброза, на сході — з муніципалітетом Табуасу, на південному сході — з муніципалітетом Моймента-да-Бейра, на південному заході — з муніципалітетом Тарока, на заході — з муніципалітетом Ламегу.

## Історія
1514 року португальський король Мануел I надав Арамамару форал, яким визнав за поселенням статус містечка та муніципальні самоврядні права.

## Населення
Чисельність населення — 1.2 тис. жителів (селище), 7,2 тис.жителів (муніципалітет) на 2006 рік.
| Кількість мешканців | Кількість мешканців | Кількість мешканців | Кількість мешканців | Кількість мешканців | Кількість мешканців | Кількість мешканців | Кількість мешканців | Кількість мешканців | Кількість мешканців | Кількість мешканців | Кількість мешканців | Кількість мешканців | Кількість мешканців | Кількість мешканців |
| ------------------- | ------------------- | ------------------- | ------------------- | ------------------- | ------------------- | ------------------- | ------------------- | ------------------- | ------------------- | ------------------- | ------------------- | ------------------- | ------------------- | ------------------- |
| 1864                | 1878                | 1890                | 1900                | 1911                | 1920                | 1930                | 1940                | 1950                | 1960                | 1970                | 1981                | 1991                | 2001                | 2011                |
| 11 353              | 12 085              | 11 706              | 12 092              | 11 356              | 10 393              | 11 330              | 12 239              | 13 426              | 12 159              | 10 200              | 9 426               | 8 677               | 7 492               | 6 297               |

## Парафії

Армамар

1. Алдейяш
2. Арісера
3. Армамар
4. Сімбреш
5. Кора
6. Фолгоза
7. Фонтел
8. Гожойн
9. Кеймада
10. Кеймадела
11. Санта-Круш
12. Сантьягу
13. Санту-Адріан
14. Сан-Кожмаду
15. Сан-Мартін-даш-Шанш
16. Сан-Роман
17. Тойнш
18. Вакалар
19. Віла-Сека